# Croton chiapensis
Espèce
Classification APG II (2003)
Croton chiapensis est une espèce de plantes à fleurs du genre Croton et de la famille des Euphorbiaceae, présente au Mexique (Chiapas).